# صموئيل بودمان
صموئيل بودمان (بالإنجليزية: Samuel Bodman)‏ (26 نوفمبر 1938 - 7 سبتمبر 2018) هو مهندس من الولايات المتحدة الأمريكية ولد في شيكاغو، وهو عضو في الحزب الجمهوري.

## التعليم
تعلم في جامعة كورنيل، ومعهد ماساتشوستس للتقنية.

## روابط خارجية
- صموئيل بودمان على موقع مونزينجر (الألمانية)
- صموئيل بودمان على موقع إن إن دي بي (الإنجليزية)